# Dražen Gović
Dražen Gović (Sebenico, 29 aprile 1981 – Sebenico, 16 febbraio 2022) è stato un calciatore croato, di ruolo centrocampista.

## Biografia
È morto il 16 febbraio 2022 in seguito di un grave incidente stradale.

## Palmarès

### Competizioni nazionali
- Druga hrvatska nogometna liga: 1

Sebenico: 2005-2006